# 紅鼻子馴鹿魯道夫

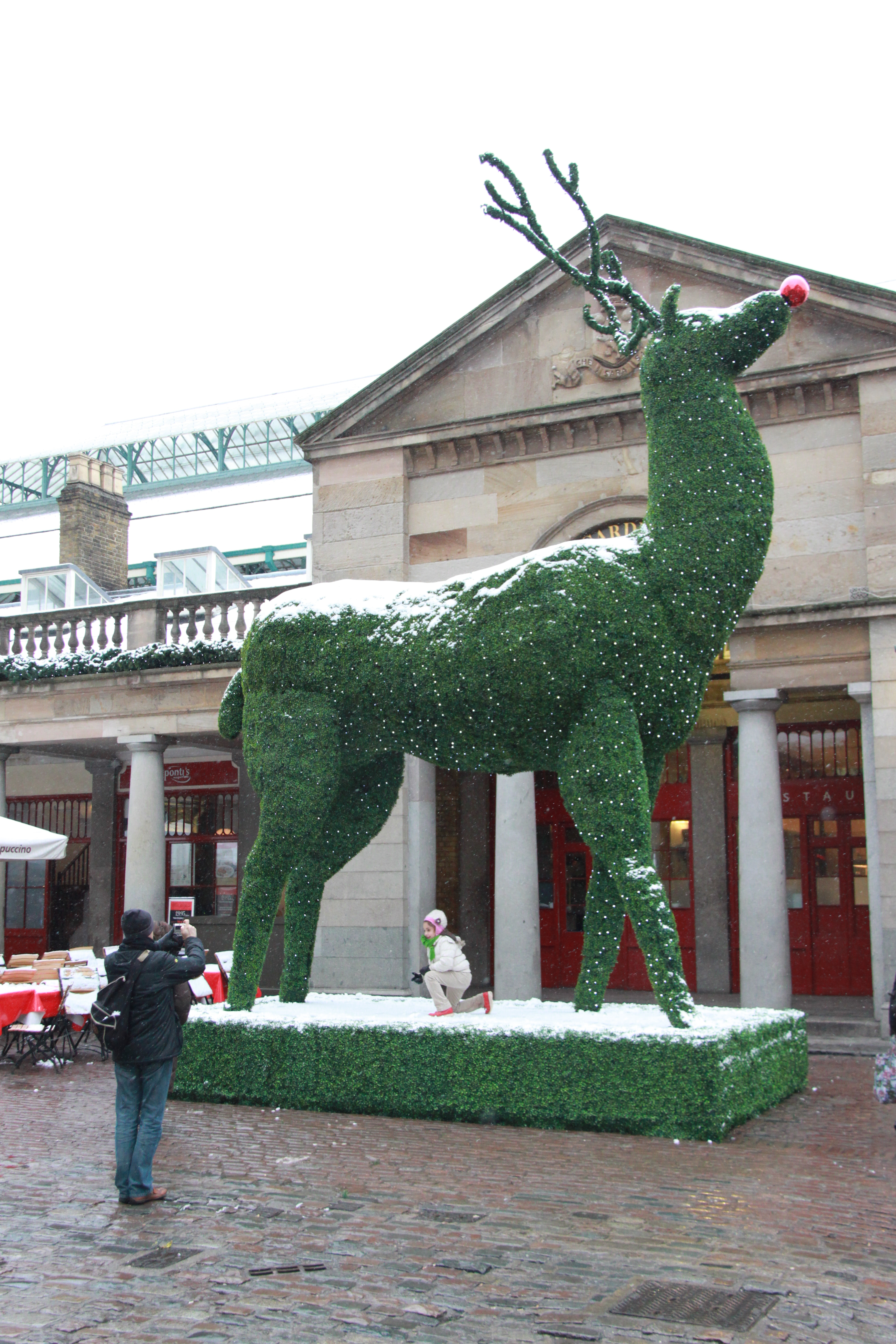
2010 年聖誕節在威斯敏斯特市、考文特花園廣場、紅鼻子馴鹿魯道夫

紅鼻子馴鹿魯道夫（Rudolph the Red-Nosed Reindeer）是一隻虛構的馴鹿。牠有一個發光的紅鼻子，常被稱為「聖誕老人的第九隻馴鹿」，是在平安夜為聖誕老人拉雪橇的帶頭馴鹿。牠鼻子發出的亮光能夠在風雪中照亮全隊所走的路途。
馴鹿魯道夫的名字最初在1939年由Robert L. May為百貨公司Montgomery Ward編寫的填色冊上出現。
著名的聖誕歌紅鼻子馴鹿魯道夫就是取材自馴鹿魯道夫的故事，在1949年推出。
鲁道夫的性别未知，因为根据驯鹿的资料，驯鹿是一种无论雌雄都有角的动物，并且雄性驯鹿的角通常在11月份左右就脱落，所以在12月份也就是圣诞节的时候，能够为圣诞老人完成工作又拥有角的驯鹿更可能是一只雌鹿。

## 故事
魯道夫因為牠那罕見的發光紅鼻子而受到其他馴鹿的嘲笑和排擠。在某個平安夜，聖誕老人派送禮物時遇上大霧，聖誕老人注意到魯道夫的發光紅鼻子可以幫忙，請求魯道夫帶頭拉雪橇。魯道夫答應了，幫助聖誕老人在那個晚上完成任務，其他馴鹿從此對牠改觀，大家都喜愛牠。

## 外部連結
- Official Licensor for Rudolph the Red-Nosed Reindeer （页面存档备份，存于）
- Official CBS website for Rudolph the Red-Nosed Reindeer （页面存档备份，存于）
- Rudolph The Red Nosed Reindeer (1948) （页面存档备份，存于）
- 互联网电影数据库上紅鼻子馴鹿魯道夫的资料
- 大卡通資料庫上《Rudolph The Red-Nosed Reindeer (Jam Handy)》的資料（英文）

- 大卡通資料庫上《Rudolph The Red-Nosed Reindeer (Rankin/Bass)》的資料（英文）